# Scodogna

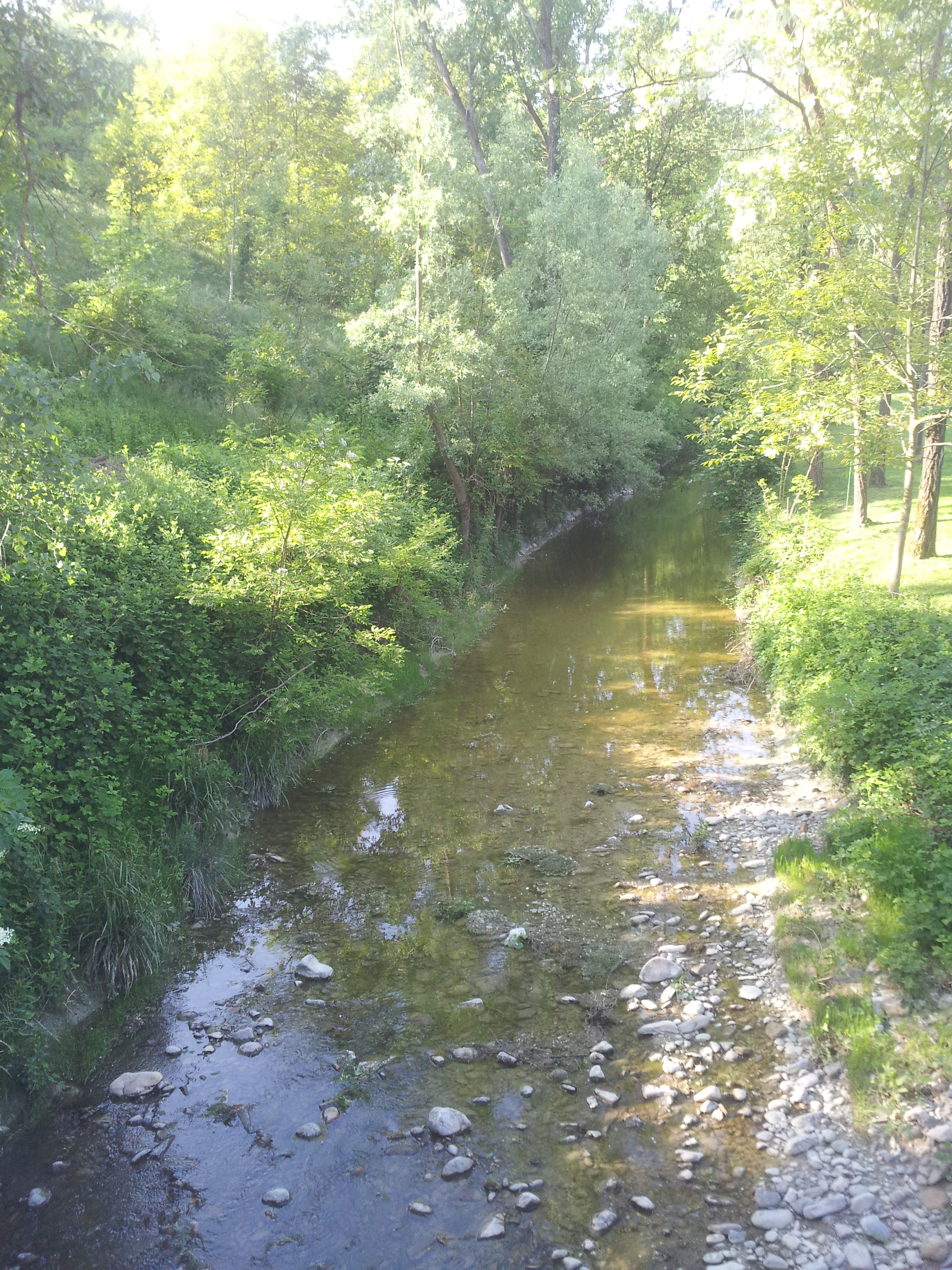
Lo Scodogna a Ponte Scodogna

Lo Scodogna è un torrente della zona collinare dell'Appennino parmense, affluente di destra del fiume Taro.

## Corso del torrente
Il torrente nasce dal Monte della Croce a circa 400 m slm, presso Neviano de' Rossi nel comune di Fornovo. scorrendo in una valletta piuttosto stretta dove prevale il coltivo sulle fasce arborate, si dirige verso nord ricevendo in destra il rio Bovaia poco prima di bagnare la frazione di Cafragna. Dopo la confluenza in destra del rio Solvara, lo Scodogna entra nel territorio comunale di Sala Baganza e da qui prende a fiancheggiare prima ed entrare poi nel Parco regionale dei Boschi di Carrega, mantenendosi ad ovest della fascia boscata. Ricevuto in sinistra il rio Ginestra, lo Scodogna bagna la località di Talignano, per poi entrare presso località La Torre nel comune di Collecchio. Qui piegando decisamente verso nord-ovest interseca la statale della Cisa presso Pontescodogna per poi confluire da destra nel suo referente idraulico il fiume Taro, presso Collecchiello.

## Il regime idrologico
Il torrente Scodogna, come gli altri corsi d'acqua appenninici, presenta periodi di magra estivi ed invernali e piene improvvise in concomitanza con i periodi di maggior piovosità (primavera - autunno). Pur in presenza di un bacino imbrifero piuttosto modesto di 18.3 km2, lo Scodogna si è contraddistinto in passato per eventi alluvionali particolarmente devastanti avvenuti nel 1904, 1941, 1954. Fa parte invece della cronaca recente quanto successo in data 11 giugno 2011, quando, a seguito di una intensissima precipitazione dovuta ad una cella temporalesca che si stima abbia scaricato in un'ora e mezzo circa 100 mm di pioggia in corrispondenza della zona del bacino idrografico dello Scodogna, il torrente è esondato a Cafragna, a Talignano, dove purtroppo ha causato una vittima, e in più punti lungo tutto il suo corso, con gravi danni alle attività industriali e alle abitazioni civili. La lunghezza complessiva dell'asta fluviale è di 15.5 km, la portata media risulta essere di 0.12 m3/s mentre la portata di colmo con tempo di ritorno di 100 anni è di circa 75 m3/s